# Евенор і Левкіппа
Евенор та Левкіппа (дав.-гр. Evenor «Добра людина» або «Хоробра людина») і (дав.-гр. Leukippe «Білонога» або «Біла кобилиця»)  — батьки дружини Посейдона Клейто та прабатьки атлантів.

## Зв'язок з династією правителів Атлантиди
Вперше Евенор і Левкіппа згадуються у зв'язку з історією Атлантиди, що описується філософом-мислителем Стародавньої Греції Платоном Афінським в опублікованих ним близько 360 р. до н. е. діалогах «Критій» і «Тімей».
Евенор і Левкіппа були першими мешканцями Атлантиди — загадкового доісторичного острова-держави, що опустився на морське дно в результаті землетрусу або іншого катаклізму, разом зі своїми мешканцями — атлантами.
Розповідаючи про легендарну країну, філософ повідомляє, що Атлантида була правильним островом, який «отримав у спадок Посейдон».
Посейдон, бог морів і океанів, населив його своїми дітьми, зачатими від смертної жінки. Бог дав життя «п'ять разів по парі близнюків чоловічого роду», і поділив весь острів на 10 частин.
На рівній відстані від берегів усередині острова атлантів була розташована родюча рівнина.
Саме тут, у центрі острова, в п'ятдесяти стадіях від берега, жив великий чоловік на ім'я Евенор з м'якою дружиною Левкіппою і донькою. Їхня донька була надзвичайною красунею і звалася Клейто. Коли дівчина досягла шлюбного віку, раптово померли її батьки, і Посейдон, палаючи від пристрасті до Клейто, взяв її за дружину і заснував династію атлантів.
Пагорб, який підносився над казково квітучим островом, морський бог зміцнив і оточив його трьома водними і двома земляними кільцями.

## Походження Евенора
Відповідно до діалогів Платона Евенор, подібно до інших мужів Атлантиди, був породжений на острові самою богинею землі Геєю. Більше про походження Евенора нічого не уточнюється. Породження Евенора землею (Геєю) подібне до народження Алалкомена — першолюдини з давньогрецьких міфів.
Таких героїв-автохтонів у грецькій міфології було багато — наприклад, Кіферон і вже згаданий Алалкомен або Андрій.
Ім'я Евенор з давньогрецької мови перекладається як «хороша людина» або «хоробра людина».

## Походження Левкіппи
Про походження Левкіппи філософ Платон у своїх працях не дає уточнень. Існує версія, що причина в тому, що родовід Левкіппи і так було відомо всім читачам того часу.
Левкіппа — донька віщуна Фестора з Мікен (або Мегар). Її братом був славетний віщун Калхант і сестра Феоноя. Коли пірати викрали Феоною і відвезли до Карії, Левкіппа вирушила до Дельф. За оракулом Аполлона обстригла волосся і в одязі юнака-жерця почала шукати їх у багатьох країнах. Коли вона прибула до Карії, Феоноя, вважаючи її жерцем, полюбила його і захотіла лягти з ним. Левкіппа відмовилася, і Феоноя наказала взятому в полон Фестору вбити його. В результаті відбулося загальне впізнання.
За Ферекідом, Фестор був сином Ідмона («той, хто розуміється» або «досвідчений») і Лаофоі.
Сам пхаховіщун і учасник індійського походу Діоніса Ідмон був сином Аполлона і Кірени. Аполлон полюбив Кірену, коли вона росла у Пеліона, і забрав до Лівії, де пізніше заснував місто, назване за її іменем Кіреной (варіант: викрав, коли вона полювала поблизу гори Пеліон). За Ферекидом і Аріетом, він відвіз її з Пеліона на золотій колісниці, запряженій лебедями. При одруженні з Киреною став вовком. У Лівії вона, будучи лучницею, вбила лева, який вбивав биків місцевого царя Евріпіла, сина Посейдона.
Крім Ідмона, сином Кірени і Аполлона був і знаменитий Арістей, який заснував разом з синами поселення на Сардинії. Арістей, спокусившись, переслідував Еврідіку, дружину Орфея, і, вона, втікаючи, була укушена отруйною змією, через що померла. У Беотії він одружився з дочкою Кадма Автоної, і у них народився нещасний Актеон. Проживши деякий час на горі Гем, Арістей зник і удостоївся божественних почестей.
Батьком Кірени був Гіпсей, народжений у печері Пінда (між Фессалією і Епіром) легендарний цар лапифів-велетнів, син наяди Креуси і річкового божества Пенея, сина титана Океану і Тефіди (Тефії, Тетіс).
Тефіда і Океан мешкають на краю світу, і туди неодноразово, щоб примирити подружжя, яке сварилось, вирушала Гера, яку вони на прохання Реї прихистили під час боротьби Зевса з Кроносом (Тефіда називається годувальницею Гери, а у орфіків — матір'ю Афродіти, яку вона зачала, коли в неї впав відрізаний дітородний орган Урана).